# Língua bodo
Bodo (pronúncia  bɔɽo) é uma das línguas Tibeto-Burmesas e é falada pelo povo Bodo do nordeste da Índia, com alguns falantes no Nepal. É uma das línguas oficiais do estado indiano de Assam, uma das 22 línguas que recebeu um “status” especial conforme a Constituição da Índia.

## Classificação
A lingua Bodo é um idioma Sino-tibetano, do sub-grupo Bodo das línguas Assam-Burmesas. É relacionadas à língua Dimasa de Assam, à língua Garo de Meghalaya e à língua Kokborok de Tripura.

## História
Como resultado do movimento promovido por  diversas organizações para renascimento sócio-político do povo Bodo que se iniciou em 1913, desde 1963 a língua é apresentada meio de escolarização primária nas áreas de domínio dos Bodo. Hoje a lingua também é usada para instrução secundária e também é uma língua oficial do estado de Assam. O idioma atingiu uma posição destacada com a implementação de um curso de Pós-graduação em língua e literatura Bodo na Universidade de Guwahati em 1996. Hoje são disponíveis em Bodo muitos livros de poesia, drama, estórias curtas, romances, biografias, contos de viagens, estórias infantis e crítica literária. Mesmo que a lingua tenha sido afetada por falantes de outras comunidades, em especial pelos bengalis nas proximidades de Kokrajhar, a mesma ainda pode ser ouvida na sua forma mais pura no distrito de Udalguri.

## Dialetos
A língua apresenta os seguintes dialetos: Mech, relacionado ao Dimasa, os de Tripura, Lalunga, Bore.

## Escrita
A escrita oficial da lingua é o Devanagari, embora haja uma longa tradição de uso do Alfabeto latino. Alguns pesquisadores sugerem que no passado o povo Bodo teria usado uma escrita hoje extinta, a ‘’Deodhai’’. A escrita Devanagari para o Bodo apresenta diferenças em relação ao Devenagari padrão.